# کلمنت تینمونت
کلمنت تینمونت (انگلیسی: Clément Tainmont؛ زادهٔ ۱۳ فوریهٔ ۱۹۸۶) بازیکن فوتبال اهل فرانسه است.
از باشگاه‌هایی که در آن بازی کرده‌است می‌توان به باشگاه فوتبال استاد رنس، باشگاه فوتبال آمیان، و باشگاه فوتبال رویال شارلوا اشاره کرد.